# Ablerus pan
Ablerus pan är en stekelart som beskrevs av Girault 1913. Ablerus pan ingår i släktet Ablerus och familjen växtlussteklar. Inga underarter finns listade i Catalogue of Life.